# Pokolj nevine dječice
Pokolj nevine dječice (Nevina dječica) događaj je iz Novoga zavjeta i kršćanski blagdan u Božićnoj osmini liturgijske godine. 

## Povijest
Židovski kralj Herod dogovorio se sa sveta tri kralja, da mu pri povratku jave gdje se nalazi novorođeni Isus. Bog se ukazao kraljevima u snu i poručio im, neka odu kući bez povratka Herodu, što su i učinili. Herod ih je čekao, dok nije shvatio da se neće vratiti. Želio je dati ubiti Isusa, jer se bojao zbacivanja s kraljevskoga prijestolja. To je bila zabluda, jer je Isus došao uspostaviti Kraljevstvo Božje (nebesko), a ne zemaljsko. 
Herod je ljutit i uplašen naredio svojim vojnicima pokolj sve muške djece u Betlehemu i okolici od dvije godine na niže (Mt 2,16). Vojnici su to i izvršili. Isusa nisu uspjeli pogubiti, jer je na vrijeme anđeo u snu poručio sv. Josipu neka s Djevicom Marijom i Isusom pobjegne u Egipat. 
Ne zna se točan broj pogubljene djece.

## Egzegeza
Sveti Matej se u svomu evanđeoskomu izvještaju oslanja na izraelsko sužanjstvo u Egiptu, opisano u Knjizi Izlaska, točnije na faraonov pokolj židovske djece u kojemu je Mojsije na čudesan način spašen. Upravo Mojsije kasnije izvodi Izraelce u slobodu. Isusovo rođenje ostvarenje je starozavjetnoga mesijanskoga navještaja, kojim Krist kao novi Mojsije otkupljuje cijelo čovječanstvo, stoga je čudesno spašen bijegom u Egipat.
Herod čedomorstvom samo učvršćuje svoj status i simbol krvnika i nemilosrdnika, koji i prije iskazuje prema svojim političkim protivnicima, članovima obitelji, a kasnije i obezglavljenjem Ivana Krstitelja. Herod je bio svjestan nezakonitosti i, kao rimski vazal, nestabilnosti svoje vlasti te je zbog paranoična straha za njezinim  očuvanjem dao ugušiti vlastitu suprugu u vodi i utopiti trojicu svojih sinova misleći kako kuju urotu protiv njega. »Herodov krvavi pohod«, koji proizlazi iz njegove despocije, odjelotvorenje je zla koje pobjeđuje Krist svojim rođenjem, a potom i mukom, smrću i uskrsnućem.

## Štovanje
Katolička Crkva ih smatra mučenicima, koji su u raju, jer su nevini stradali za Isusa i umjesto Isusa. U katoličkom kalendaru slavi se spomendan Nevine dječice 28. prosinca, nekoliko dana nakon Božića. Boja liturgijskoga ruha je crvena, boja mučeništva.
Vatikanski Direktorij o pučkoj pobožnosti i liturgiji o blagdanu Nevine dječice navodi:
»Crkva još od VI. stoljeća 28. prosinca slavi spomen na djecu ubijenu zbog Herodova gnjeva na Krista (Mt 2, 16-17). Liturgijska tradicija naziva ih »Svetima nevinima« i drži ih za mučenike. Kršćanska umjetnost, pjesništvo i pučke pobožnosti stoljećima su obavijale sjećanje na »nježno stado janjaca« osjećajima nježnosti i suosjećanja. Ti su osjećaji također popraćeni i notom gnušanja (indignacije) ↓a nad nasiljem kojim su oteti iz naručja svojih majki i ubijeni.«

Direktorij donosi i prijedloge za razmatranje prigodom svetkovine:
»U naše vrijeme djeca trpe bezbrojne oblike nasilja koji ugrožavaju njihove živote, dostojanstvo i pravo na obrazovanje. Na današnji dan prikladno je prisjetiti se golemoga  mnoštva još nerođene djece koja su ubijena pod okriljem zakona koji dopuštaju pobačaj, što je gnusan zločin. Imajući na umu ove specifične probleme, pučka je pobožnost na mnogim mjestima nadahnula bogoslužna djela kao i iskaze milosrđa koji pružaju pomoć trudnim majkama, potiču posvajanje i promiču obrazovanje djece.«
Crkva se o Nevinoj dječici prisjeća djece ubijene ili stradale u različitim oblicima nasilja i zločinima nad djecom.

## Pučki običaji
Za dan Nevine dječice, poznat i kao dan drobne dječice, vezan je hrvatski pučki običaj šibanja zvan herodeševo, mladinci ili šibarjevo. Odrasli su djecu običavali ošinuti svježim prutom ili korbačem pletenim od vrbovine. Time se podsjećalo na događaj ubijanja djece u Betlehemu, ali i magijski željelo postići dobro zdravlje, jer se vjerovalo da svježa biljka prenosi životnu snagu na šibanu osobu.

## Poveznice
- Bijeg u Egipat